# Trichopeltum hawaiiense
Trichopeltum hawaiiense är en svampart som beskrevs av Bat. & C.A.A. Costa 1957. Trichopeltum hawaiiense ingår i släktet Trichopeltum och familjen Microthyriaceae.   Inga underarter finns listade i Catalogue of Life.